# Општина Доња Џумаја
Општина Доња Џумаја (грч. Δήμος Ηρακλείας, Димос Ираклијас) је општина у Грчкој у округу Сер, периферија Средишња Македонија. Административни центар је насеље Доња Џумаја.

## Насељена места
Општина Доња Џумаја је формирана 1. јануара 2011. године спајањем 3 некадашњих административних јединица: Доња Џумаја, Орљак и Просеник.
- Општинска јединица Доња Џумаја: Доња Џумаја, Али Паша, Баракли, Долап, Елшан, Ерникој, Литотопос, Орманли, Пурлида, Спатово, Хазнатар, Чавдар.
- Општинска јединица Орљак: Орљак, Доње Караџово, Драгош, Калокастро, Кефалохори, Коприва, Секавец, Турица.
- Општинска јединица Просеник: Просеник, Кула, Кумли, Мелникич, Топалово, Ћуприја.